# كينيث يورغنسن
كينيث يورغنسن (بالدنماركية: Kenneth Jørgensen)‏ مواليد 17 يوليو 1976، هو لاعب كرة يد دانمركي يلعب كجناح أيمن. يلعب حاليًا مع نادي فريدريكيا لكرة اليد في الدوري الدنماركي لكرة اليد ويحمل الرقم 11.